# 樋脇町塔之原
樋脇町塔之原（ひわきちょうとうのはら）は、鹿児島県薩摩川内市の大字。旧薩摩国薩摩郡樋脇郷塔之原村、薩摩郡樋脇村大字塔之原、薩摩郡樋脇町大字塔之原。郵便番号は895-1202。人口は2,533人、世帯数は1,082世帯（2020年10月1日現在）。

## 地理
薩摩川内市のほぼ中央部、樋脇川中流域に位置しており、川沿いに沖積平野が広がっている。旧樋脇町の中央部に位置し、旧樋脇町の行政及び教育の中心地であった。字域の北方に樋脇町倉野、中村町、北方から東方にかけて入来町副田、東方に入来町浦之名、南方に樋脇町市比野、西方に永利町がそれぞれ接している。
字域の南東にある丸山は藺牟田池を囲む藺牟田火山と同時期の55万年前に形成された溶岩円頂丘（溶岩ドーム）であり、角閃石安山岩からなり、山頂南側斜面には柱状節理が見られる。山腹は常緑広葉樹林となっている。
字域の中央部には薩摩川内市立樋脇小学校や薩摩川内市役所樋脇支所などが所在しており、南部には薩摩川内市立樋脇中学校が所在している。

### 河川
- 川内川水系
  - 樋脇川
  - 市比野川

### 山岳
- 丸山（三等三角点、標高217.8 メートル[9]）

## 歴史

### 先史時代
塔之原の南西部の沢牟田では縄文時代早期の遺跡が発見されている。沢牟田は四方を山に囲まれた舌状台地にあり、石器や黒曜石、石鏃、石槍、石匙、剥片土器などが多数出土している。また村子田では縄文時代中期のものとみられる阿高式土器や土師器などが出土している。
岩下地区の字板井川には地下式板石積石室の古墳が存在したことが確認されており、前方後円墳で10アール程度の規模となっている。

### 塔之原の成立と中世
塔原という地名は鎌倉時代より見え薩摩国入来院のうちであった。塔之原は塔原名、塔原郷、塔原村とも呼ばれた。平安時代から鎌倉時代初期までは伴氏の一族であった寄田氏の勢力下であった。千葉秀胤が一定地域の地頭を統轄する職である惣地頭に補任されたのち寄田氏は改易されたが、入来院氏（渋谷氏とも）の入来院定心が地頭に補任されると寄田氏は再び名主に補された。しかし、入来院氏による支配が強化される中で寄田氏と入来院氏の対立は深まった。しばらくして再び寄田氏は改易された。
南北朝時代の末期になると地頭職も入来院氏に渡り、戦国時代には樋脇城主の樋脇氏が明応年間から大永年間まで治め、永禄までは入来院氏の代官たる宮里氏が統治を行った。
麓の南西には入来院氏が川内方面の敵に備えるために構築した樋脇城があったが、応永3年（1396年）に島津元久の軍に攻められた。樋脇城について薩摩藩の地誌である「三国名勝図会」では以下のように記述している。

樋脇城 塔之原村にあり、前門口は東に向ふ山城なり、前面は深田にて、後は小谷川あり、城外一町許南西に當り、高城といへるあり、又城外一町許西の方に當り、澗川を隔て助之城といへるあり、皆此城の砦なりといふ、當邑は、往古今の入來邑主入來院氏の所領にて、其徒當城を守る、應永三年、久哲公 恕翁公と謀て、入來院氏を伐つ、正月十一日、久哲公樋脇城を下し、十三日、前田城を下し、十九日、市比野城を下す、故ありて兵を罷て歸る
—三国名勝図会巻之十一
文禄4年（1593年）に入来院氏が大隅国湯之尾（現在の伊佐市の一部）に移封され、以後は北郷氏の統治下となったが、慶長18年（1613年）に入来院氏の入来院重高が清敷領主として復封され、清敷のうちであった塔之原もその支配下となった。

### 近世の塔之原

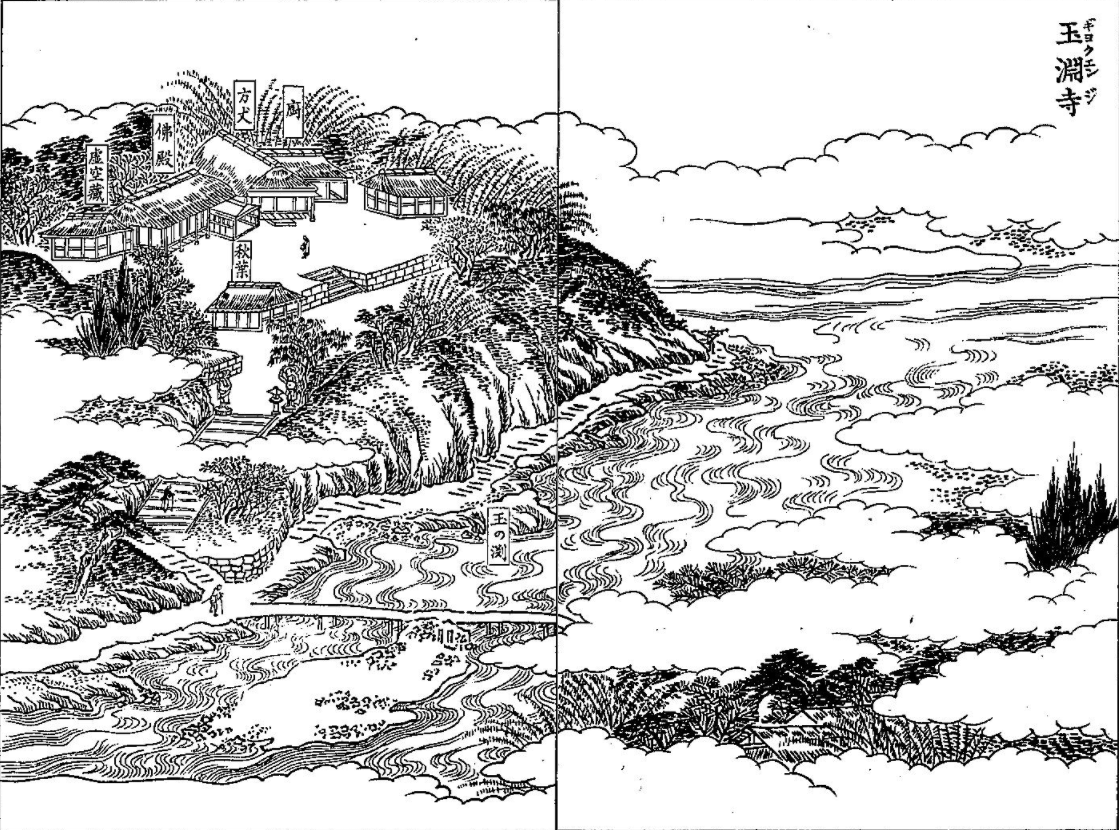
玉淵寺（三国名勝図会）

江戸時代には薩摩国薩摩郡樋脇郷（外城）のうちとなった。当初は清敷郷に属していた。村高は「御秘文雑集」及び「天保郷帳」では3,882石余、「郡村高辻帳」では3,822石余、「三州御治世要覧」では3,177石余、「旧高旧領取調帳」では3,358石余であった。
万治2年（1659年）に清敷郷は二分され、市比野村・塔之原村・倉野村・久住村・中村・楠元村の6村より新たに清敷郷が画され、薩摩藩直轄領となった。「平佐由緒書」によれば万治2年以後、塔之原村の半分は平佐郷の北郷氏持切となっていた。延宝9年（1681年）に清敷郷は樋脇郷に改称した。樋脇郷の地頭仮屋が樋脇川左岸の天神に置かれており、仮屋を中心に麓・野町が形成されていた。
また、寛文3年（1663年）には鹿児島郡鹿児島城下池之上町（現在の鹿児島市池之上町）にある島津氏菩提寺であった福昌寺の第13代住職嶺室によって塔之原村本庵に玉淵寺が開山した。玉淵寺について薩摩藩の地誌である「三国名勝図会」では以下のように記述している。

明寶山玉淵寺 塔之原村にあり、本府福昌寺の末にして、曹洞宗なり、本尊釋迦如来、開山嶺室和尚、初め入來裏之名村に在て、慈光寺と云しを、万治年中當邑建置の時、今の地に移す、寛文三年二月、嶺室和尚を以て開山となし、新たに明寶山玉淵寺と號し、瑞岳和尚をして住せしむ、門前に樋脇川流れ、一板長橋を架して往來を通す、巖下に深潭あり、玉淵と云、水色藍を染め、深さ測るべからず、寺號は是に由れり、寺上より望めば、平田渺然として、青嶂高低假山を設けたるか如く、風景佳勝なり、
—三国名勝図会巻之十一

### 町村制施行以降
1889年（明治22年）4月1日に町村制が施行されたのに伴い、樋脇郷の区域にあたる塔之原村、市比野村、倉野村の区域より薩摩郡樋脇村が成立した。それまでの塔之原村は樋脇村の大字「塔之原」となった。1892年（明治25年）に警察官の駐在所が設置された。この駐在所は2016年（平成28年）に中村駐在所・市比野駐在所・入来駐在所・藺牟田駐在所と統合され入来町浦之名に薩摩川内東交番として統合されるまで存在した。
1924年（大正13年）10月20日には宮之城線のうち川内町駅（現在の川内駅）から樋脇駅までの区間が開通し、樋脇駅が塔之原に設置された。1926年（大正15年）には樋脇駅から宮之城駅までの間が開通した。1940年（昭和15年）11月10日に樋脇村が町制施行し樋脇町となった。1959年（昭和34年）には樋脇駅と入来駅の間に上樋脇駅が開設された。
第二次世界大戦中の1945年（昭和20年）7月30日には塔之原の樋脇駅付近がアメリカ軍の空襲を受け、火災が発生した。本土決戦に備えて祢地山付近に大日本帝国陸軍の部隊によって物資を格納するための軍壕が掘られていたほか、部隊の輸送に使われていた樋脇駅などの鉄道施設が攻撃対象となった。
1987年（昭和62年）には字域内を通っていた日本国有鉄道の宮之城線が廃止され、同時に字域内にあった樋脇駅、上樋脇駅は廃止された。
2004年（平成16年）10月12日に樋脇町が川内市、薩摩郡東郷町、入来町、祁答院町、下甑村、上甑村、里村、鹿島村と新設合併し薩摩川内市が設置された。この市町村合併に伴い設置された法定合併協議会において大字名については「従前の町名を従前の大字に冠したものをもって、大字とする。」と協定され、旧町名である「樋脇町」を従前の大字名に冠することとなった。
合併当日の10月12日に鹿児島県の告示である「 字の名称の変更」が鹿児島県公報に掲載された。この告示の規定に基づき即日名称の変更が行われ、大字名が「塔之原」から薩摩川内市の大字「樋脇町塔之原」に改称された。

## 人口
以下の表は国勢調査による小地域集計が開始された1995年以降の人口の推移である。
| 年                 | 人口  |
| ------------------ | ----- |
| 1995年（平成7年）  | 3,628 |
| 2000年（平成12年） | 3,356 |
| 2005年（平成17年） | 3,238 |
| 2010年（平成22年） | 2,932 |
| 2015年（平成27年） | 2,736 |
| 2020年（令和2年）  | 2,533 |

## 文化財

### 市指定
- 三島仁王像（有形文化財（彫刻））[35]
- 東郷渋谷氏宝篋印塔（有形文化財（歴史資料））[36]
- 霧島若宮神社の宝塔残欠（有形文化財（歴史資料））[36]
- 本庵の田の神（有形民俗文化財）[37]
- 祢地山の田の神（有形民俗文化財）[37]
- 樋脇武士踊（無形民俗文化財）[37]
- 塔之原一区太鼓踊・花尾楽（無形民俗文化財）[37]
- 岩下棒踊（無形民俗文化財）[37]
- 瑠璃光寺跡石塔群（記念物（史跡））[38]
- 塔之原殿墓（記念物（史跡））[38]
- 薬師堂荒神石塔（記念物（史跡））[38]
- 愛宕山勝軍地蔵（記念物（史跡））[39]
- 樋脇郷地頭仮屋跡（記念物（史跡））[39]
- 快慶入定の石室（記念物（史跡））[39]
- 祢礼北六地蔵塔（記念物（史跡））[39]
- 永田十三仏塔（記念物（史跡））[39]

## 施設

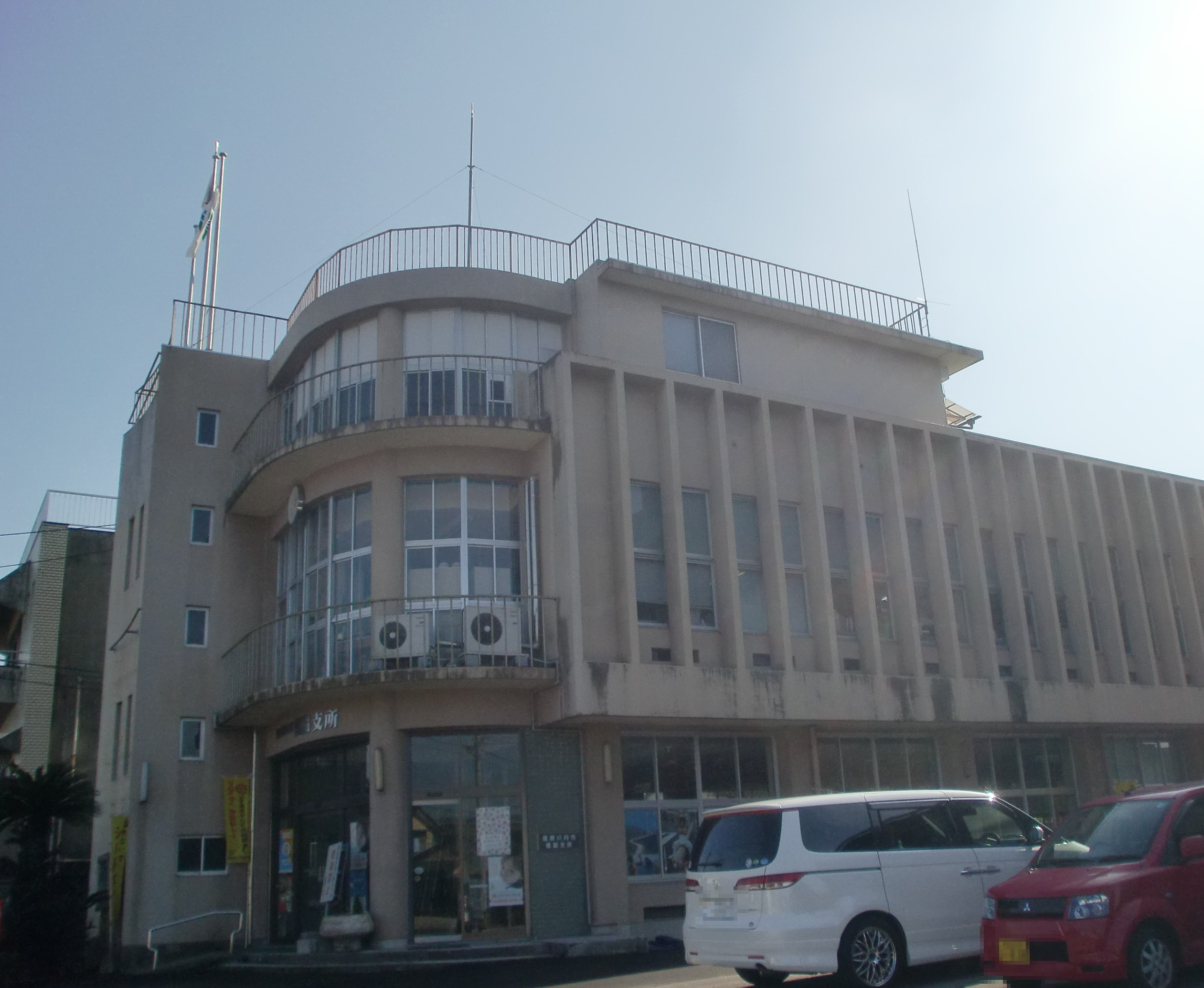
薩摩川内市役所樋脇支所（旧・樋脇町役場）

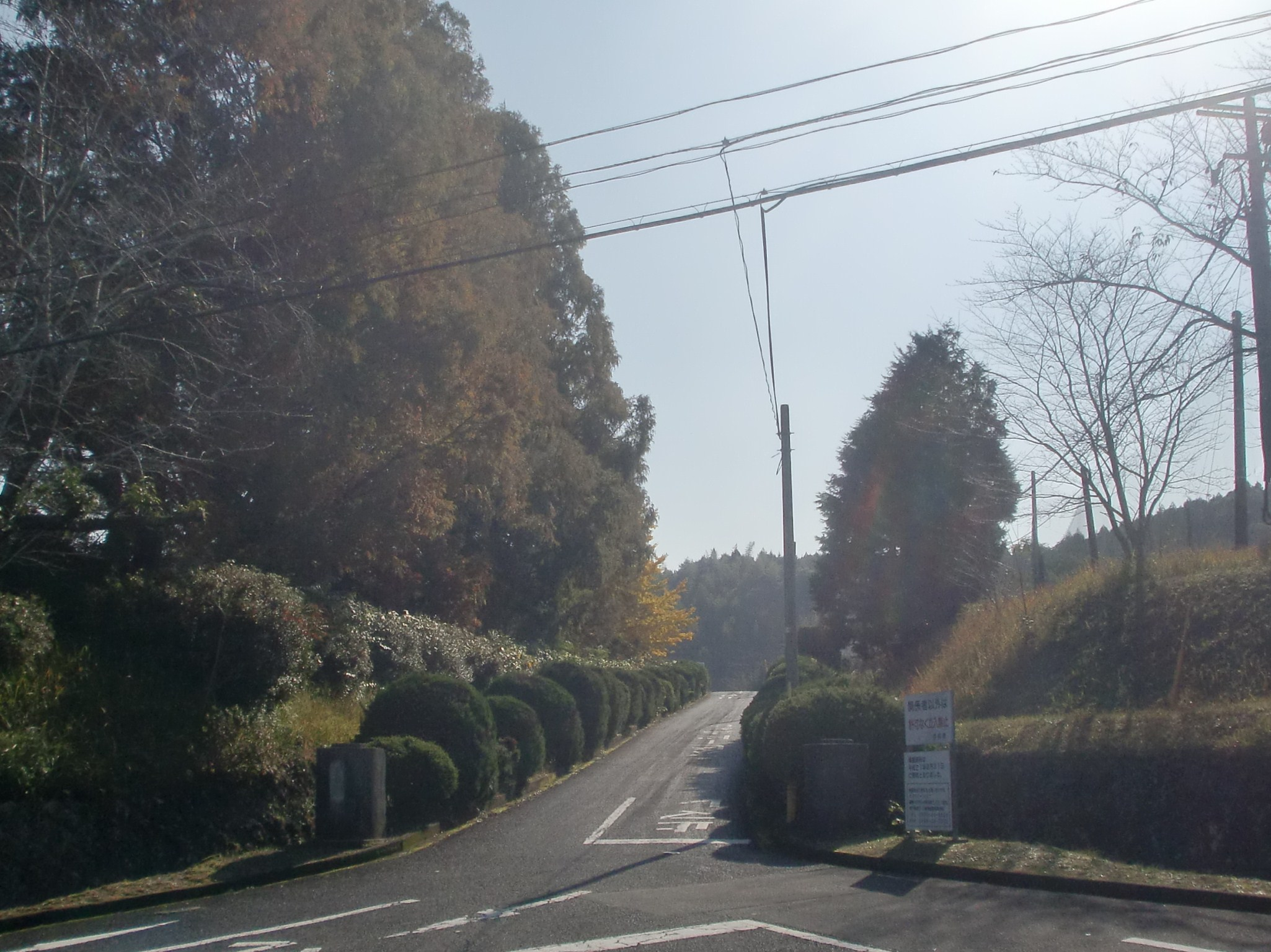
樋脇総合運動場樋脇グラウンド・ゴルフ場（鹿児島県立樋脇高等学校跡地）

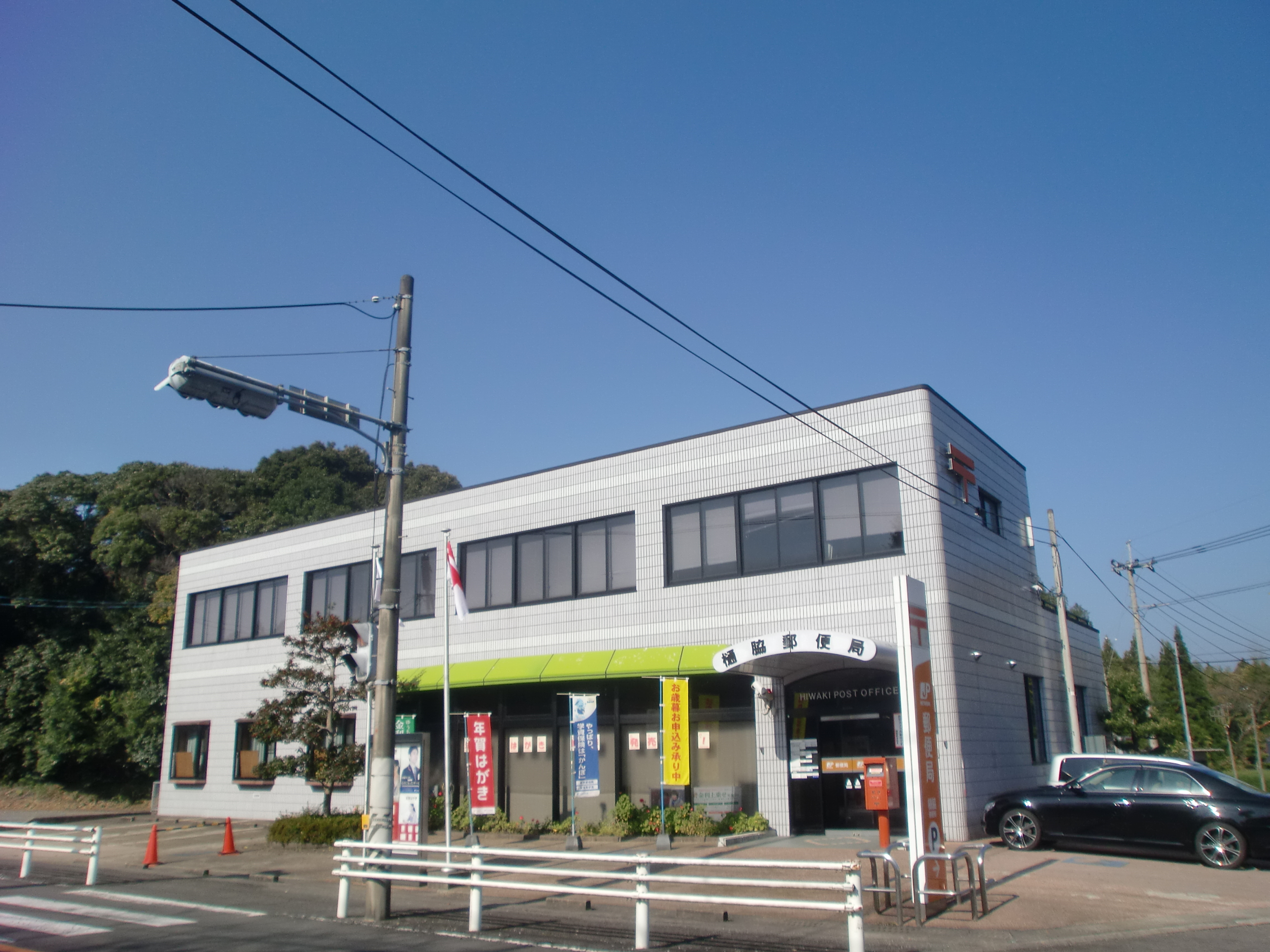
樋脇郵便局

### 公共
- 薩摩川内市役所樋脇支所[40]
- 樋脇公民館[41]
  - 樋脇地区コミュニティセンター[42]
- 樋脇学校給食センター[43]
- 樋脇総合運動場[44]
  - 体育館
  - グラウンド
  - 弓道場
  - 屋外人工芝競技場
  - 樋脇グラウンド・ゴルフ場
- 丸山公園

### 教育
- 薩摩川内市立樋脇中学校[45]
- 薩摩川内市立樋脇小学校[46]
- ひわき幼稚園[47]

### 郵便局
- 樋脇郵便局[48]
1874年（明治7年）10月21日には郵便取扱所として開設され、1888年（明治21年）に郵便局となった[49]。

### 寺院
- 善福寺
- 一之宮神社[50]
- 長谷神社[51]
- 蛭子神社[52]
- 三島神社[51]
- 霧島神社[53]
- 霧島若宮神社[54]
- 菅原神社（野町）[53]
- 菅原神社（杉馬場）[55]
- 諏訪神社[56]
- 若宮神社[54]
- 熊野野権現大社[52]
- 厳島神社[57]

### その他
- 田苑酒造本社

## 教育

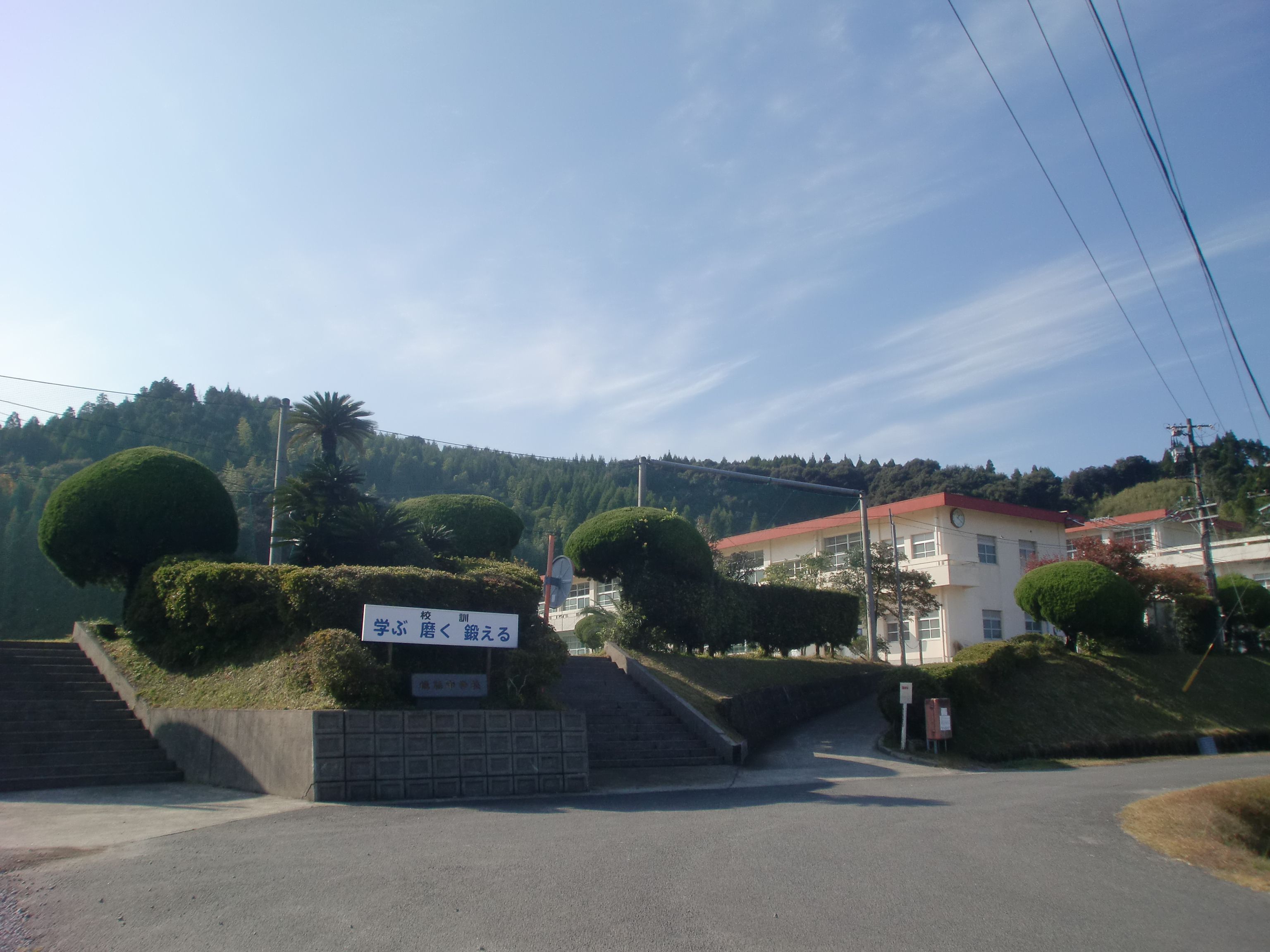
薩摩川内市立樋脇中学校

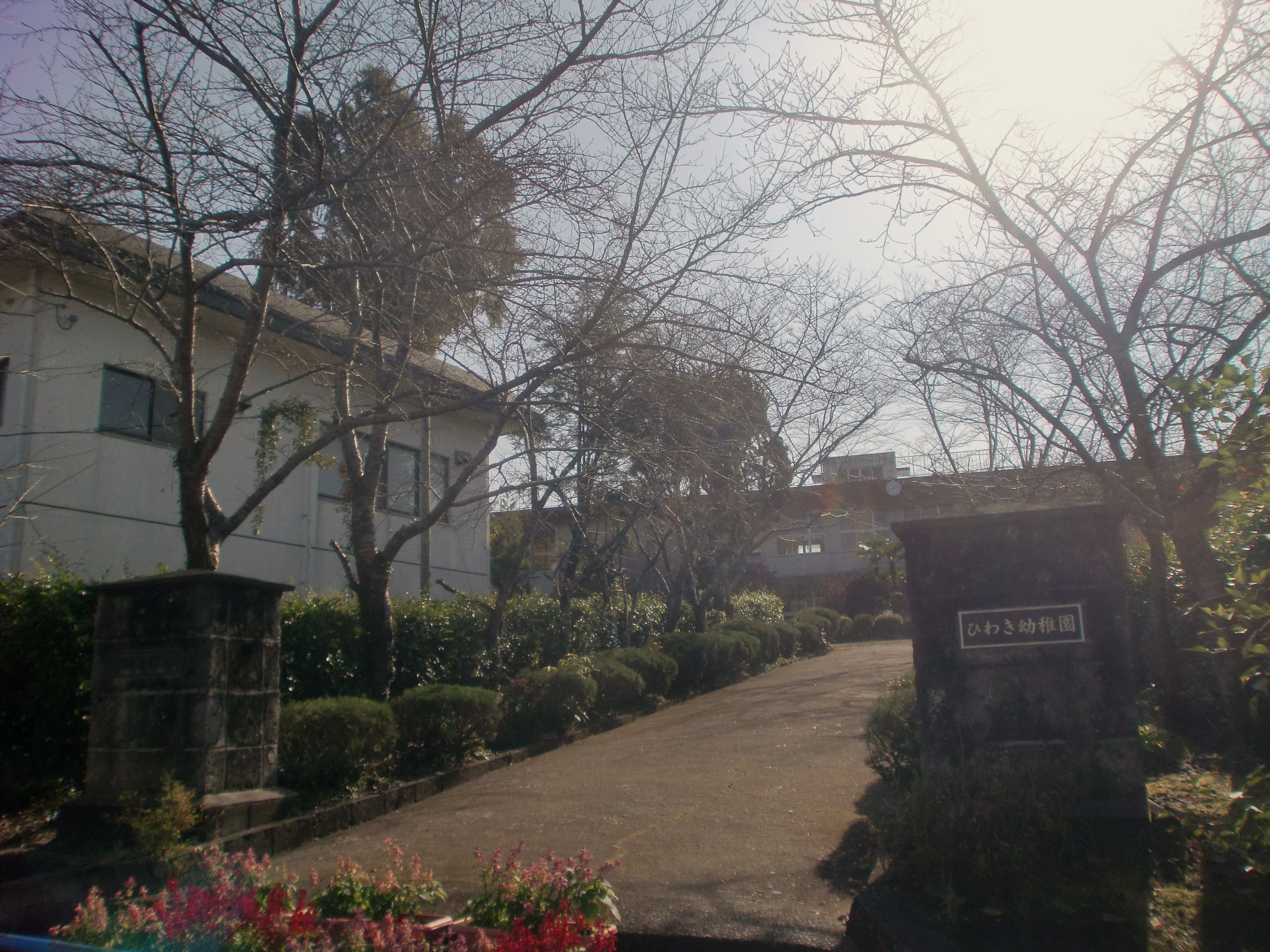
薩摩川内市立樋脇小学校

塔之原には薩摩川内市立樋脇中学校及び薩摩川内市立樋脇小学校が設置されており、かつては鹿児島県立樋脇高等学校が設置されていた。

### 高等学校
鹿児島県立樋脇高等学校は、1948年（昭和23年）に上東郷村立東郷高等学校（のちの鹿児島県立東郷高等学校）の樋脇教場として設置された。1950年（昭和25年）には東郷高等学校から独立し鹿児島県樋脇高等学校となり、翌年1951年（昭和26年）には鹿児島県立となった。2009年（平成21年）3月31日に鹿児島県立入来商業高等学校と統合し入来町副田の入来商業高等学校跡地に鹿児島県立川薩清修館高等学校が新設されたのに伴い、閉校となった。

### 中学校
1947年（昭和22年）に樋脇町立樋脇中学校として設置された。当時は樋脇小学校、樋脇青年学校、公会堂に教場を設置し、1949年（昭和24年）に普通教室が竣工し教場は廃止された。
1971年（昭和46年）に樋脇中学校及び市比野中学校を廃し、新たに樋脇中学校として設置され、それまでの各中学校は教場となった。1973年（昭和48年）には新校舎が完成し樋脇教場及び市比野教場が完全に統合された。

### 小学校
薩摩川内市立樋脇小学校は、明治4年に外城第四郷校として創設され、1876年（明治9年）には樋脇小学校と改称した。1887年（明治20年）には樋脇尋常高等小学校となり、1941年（昭和16年）には国民学校となった。第二次世界大戦終戦後の1947年（昭和22年）には樋脇小学校となった。

### 小・中学校の学区
市立小・中学校に通う場合、学区（校区）は以下の通りとなる。
| 大字         | 番地 | 小学校                 | 中学校                 |
| ------------ | ---- | ---------------------- | ---------------------- |
| 樋脇町塔之原 | 全域 | 薩摩川内市立樋脇小学校 | 薩摩川内市立樋脇中学校 |

## 交通

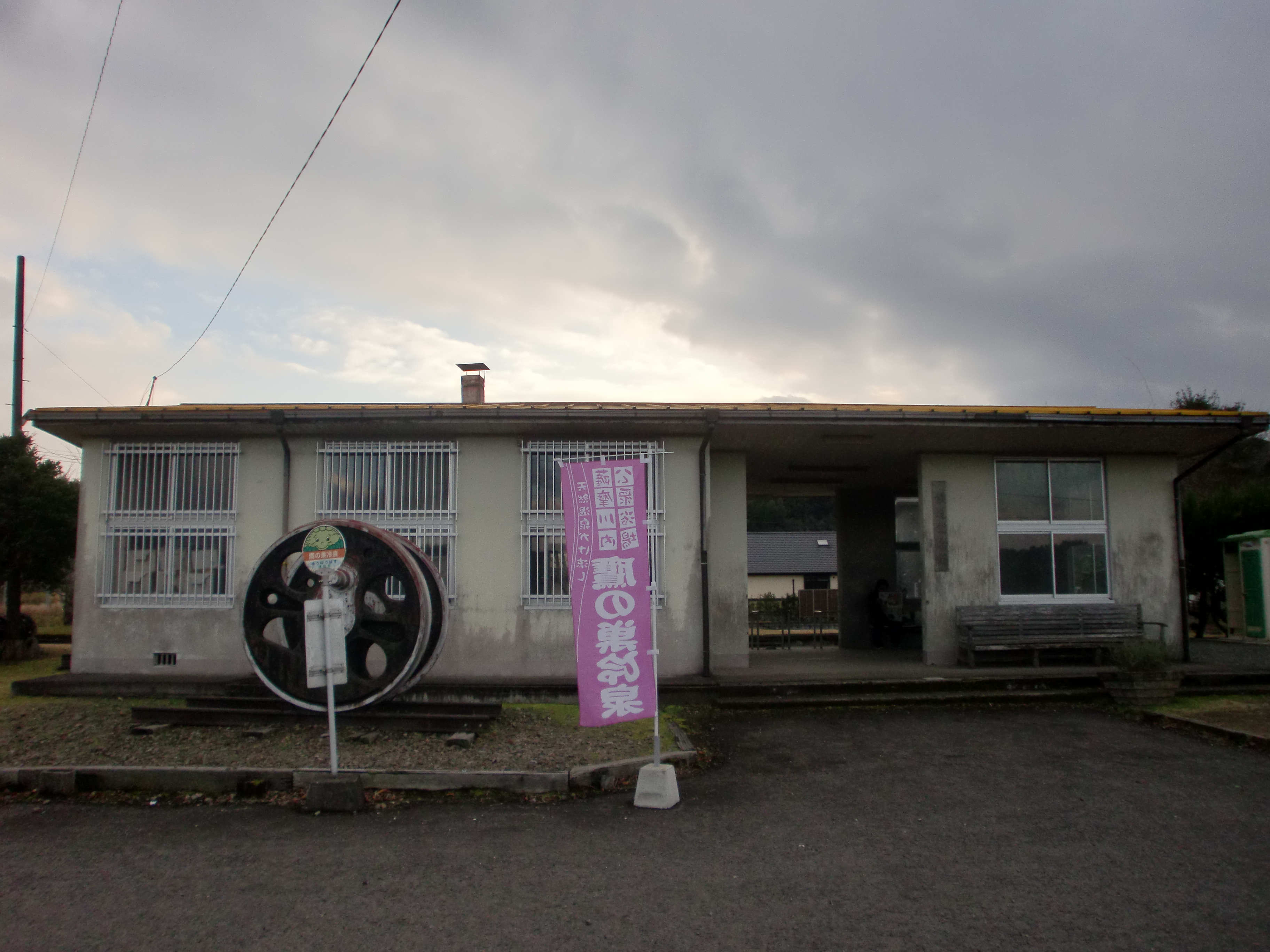
旧樋脇駅駅舎。現在も鉄道資料館として廃止当時のまま駅舎が現存している

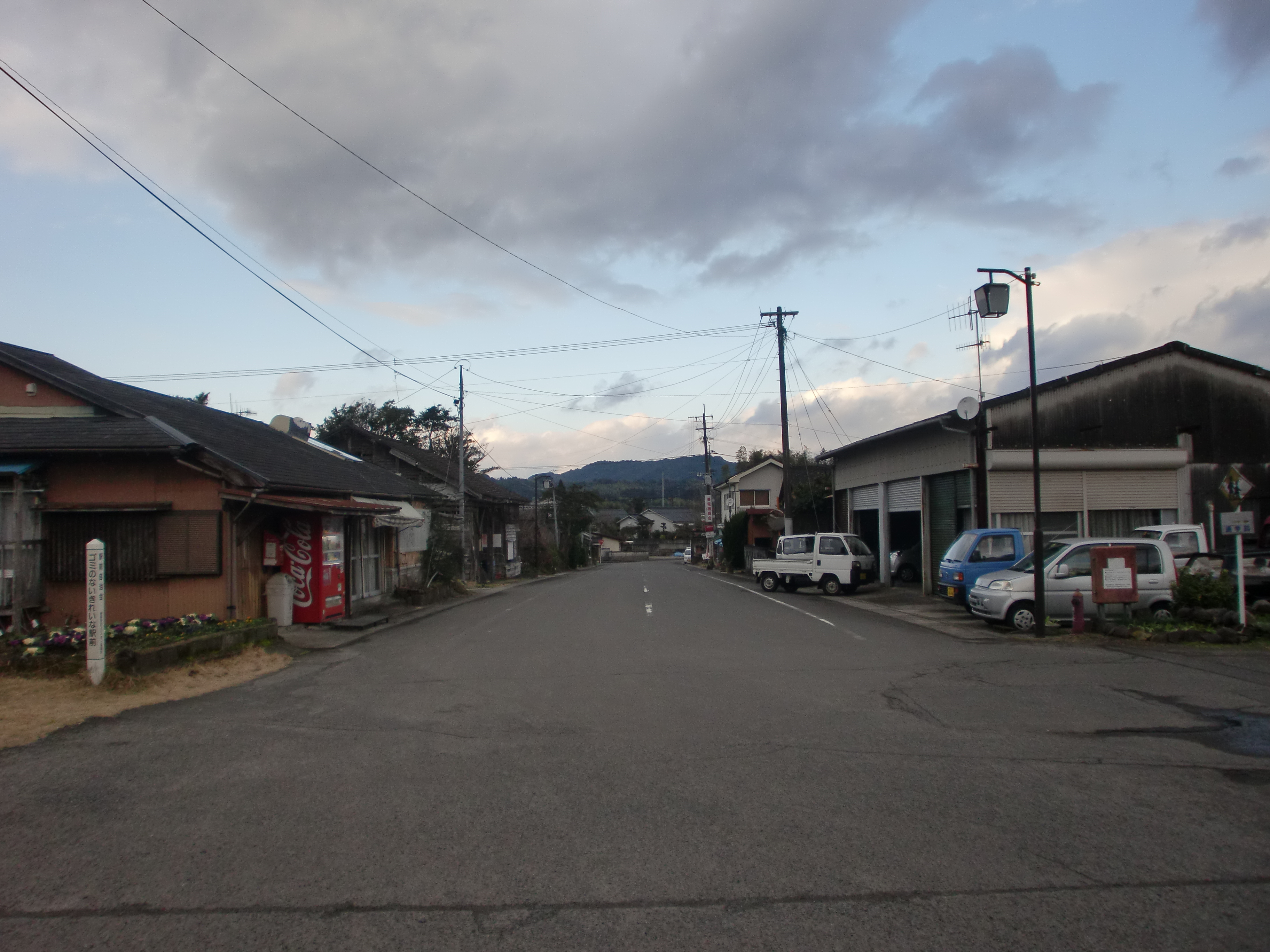
かつての県道樋脇停車場線（現在は薩摩川内市道）

道路は字域の中央を鹿児島県道335号市比野東郷線が鹿児島県道42号川内加治木線より分岐した後は南北に通り、薩摩川内市役所樋脇支所付近で鹿児島県道333号川内祁答院線と分岐し、西方に進路を変える。県道333号は西方より北方に進路を変える。東方に鹿児島県道346号山田入来線が南北に通っている。
かつては、塔之原を東西に日本国有鉄道の宮之城線が通っており、樋脇駅と上樋脇駅が設置されていたが、1987年（昭和62年）に第2次特定地方交通線に指定され廃止された。また、樋脇駅から鹿児島県道335号市比野東郷線までを結ぶ「鹿児島県道334号樋脇停車場線」が存在していたが、2005年（平成17年）3月29日に県道の路線としては廃止された。

### 道路
主要地方道
- 鹿児島県道42号川内加治木線

一般県道
- 鹿児島県道333号川内祁答院線
- 鹿児島県道335号市比野東郷線
- 鹿児島県道346号山田入来線

### 鉄道
日本国有鉄道宮之城線（廃止）
- 上樋脇駅 - 樋脇駅
1987年（昭和62年）の廃止までは字域を東西に通っていたが、1987年（昭和62年）に第2次特定地方交通線に指定され廃止された。現在も樋脇駅は鉄道記念公園として保存されており、駅舎は一部を除いて当時の状態に保存されている。

### バス
- 南国交通・鹿児島交通共同運行
  - 空港シャトルバス
ねれ北[66]
- 鹿児島交通
  - 40,41 上川内～入来鉄道記念館前[67]
子田形 - 上杉馬場 - 杉馬場 - 鷹の巣 - 樋之口 - 樋脇鉄道記念館前 - 樋脇支所前 - 木場 - 金具 - ねれ北 - 樋脇中前 - 市比野温泉入口
  - 48,49 川内営業所～樋脇鉄道記念館前
庄内 - 樋脇鉄道記念館前
- 薩摩川内市コミュニティバス
  - 市内横断シャトルバス[68]
    - 1:東郷・祁答院コース
岩下
    - 2:樋脇・入来コース
杉馬場 - 樋脇支所前 - 樋脇公民館前 - 田代下 - 祢礼北